# Literatură sumeriană

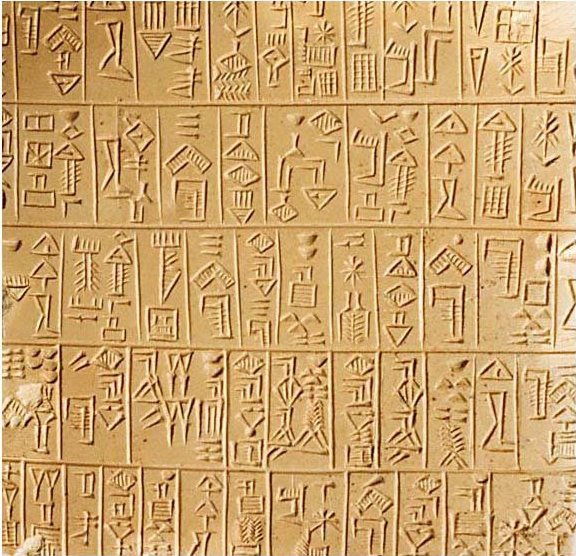
Inscripţie sumeriană pe o placă de ceramică

Literatura sumeriană este cea mai veche din lume.
Primele tăblițe cu litere cuneiforme meu pinto se acum 5000 de ani.
Dar acestea se refereau la chestiuni economice și administrative.
Dar primele texte cu adevărat literare sunt cele descoperite la Abu Salabikh, în apropierea ruinelor fostului oraș mesopotamian Nippur și datează cam din 2600 î.Hr.

## Opere
Printre cele mai importante opere putem menționa:
- Legenda creației și a potopului[2]
- două povestiri referitoare la Enmerkar, legendarul fondator al orașului Uruk[3]
- două povestiri referitoare la regele Lugalbanda[4]
- cinci povestiri avându-l ca protagonist pe Ghilgameș[5]
- Lamentațiile pentru Ur[6]